# ロイヤル化粧品
ロイヤル化粧品株式会社（ロイヤルけしょうひん、英文社名：Royal Cosmetics Co., Ltd.）は東京都港区六本木に本社を置く、化粧品・医薬部外品・健康食品の製造・販売メーカー。
代表取締役会長の桃園忠により、 1987年（昭和62年）に設立された。
コーポレートメッセージは「美しさとロマンをあなたへ」。
純金箔入りの基礎化粧品「ロイヤルハーブ」シリーズを主に製造する。

## 事業概要
連鎖販売取引（マルチ商法）で販売していることが特徴で無店舗販売であり、全国に2800人以上のRL（ロイヤルレディ）代理店とよばれる販売員によって販売される。
基本的に「使用者が知人に勧めるか、もしくは知人が使用者に紹介してもらう」という方法で販売網の拡大を目指していることもあり、広告は一切行っていない。
「洗顔とクリームだけのスキンケアで、かつ下地なしでメイクアップできる」基礎化粧品シリーズ「ロイヤルハーブ」を主体に販売する。
基礎化粧品の「ロイヤルハーブ」、サプリメントの「インナーEX」、医薬部外品の「ロイヤルap」という3シリーズに絞った商品展開を行う。
日本国外では、東アジアや東南アジア、さらには中東諸国などでも事業を展開している。

### 「ロイヤルハーブ」シリーズの特徴
ロイヤルハーブシリーズは油分・アルコール分・動物由来成分を一切使用しない、植物由来成分が主体である。着色料・香料も一切使われていない。ごく微量ではあるが、防腐目的としてメチルパラベンを含んでいる。
製造は山形県東根市の自社工場で行う。山形工場では、稼働当初から前述の「ロイヤルハーブ」シリーズの製造しか行わず、動物由来成分を使った製造を一切行っていないため、中東諸国において極めて重要で審査が大変厳しい事で知られるハラール認証を、日本で販売される化粧品として初めて取得した。これにより、中東諸国での販売網の拡大を目指している。
また、東南アジアに限って、最高級の「ロイヤルハーブSS」シリーズも展開している。

## 日本国内での主な商品

### ロイヤルハーブ（基礎化粧品）シリーズ
- EX（クリーム・ローション） - あらゆる年代向け。ロイヤル化粧品の基軸となるシリーズ。
- 21（クリーム・ローション） - 若い肌向け。EXより濃度・金箔の量を少なくする代わりに、価格が安くなっている。
- ソープ・フォーム
- シャンプー・トリートメント・ボディーシャンプー

### ロイヤルap（医薬部外品）シリーズ
- クリーム
- ソープ
- シャンプー（オイリー肌用O・ドライ肌用D）
- トリートメント
- 育毛ローション

### インナーEX（サプリメント）
「内面から美しく」をコンセプトに、2011年6月より販売されている美容・健康の総合サプリメント（栄養補助食品）。
- 150粒入り・35粒入り

## 沿革
- 1987年（昭和62年）4月 - 東京都江戸川区中葛西に設立[2]。「ロイヤルゴールド」の販売開始。
- 1994年（平成6年）6月 - 7周年を機に「スーパーゴールド」に名称変更。
- 1997年（平成9年）4月 - 現在のEXシリーズの源流となる「スーパーゴールドEX」シリーズの販売開始。
- 1998年（平成10年）9月 - 「スーパーゴールド21」シリーズの販売開始。また、これにともない「スーパーゴールド（オリジナル）」は「スーパーゴールドEX」に統合される形で順次展開を終了した（スーパーゴールドのソープ・フォームはハーブシリーズが販売開始されるまで販売されていた）。
- 2001年（平成13年）2月 - 「ロイヤルap」シリーズの販売開始。
- 2003年（平成15年）4月 - ノンオイル・ノンアニマルを完全化した「ロイヤルハーブ」シリーズの展開開始。これにより、「ロイヤルハーブEX」・「ロイヤルハーブ21」に名称変更。
- 2004年（平成16年）4月 - 本社ビルを六本木に移転。
- 2006年（平成18年）11月 - 山形県東根市に山形自社工場竣工。
- 2010年（平成22年）6月 - 「ロイヤルハーブ」シリーズを一新。これを機に、EXで「クリーム・ローション」、21で「ジェル・エッセンス」と分かれていた名称を「クリーム・ローション」に統一。
- 2011年（平成23年）
  - 2月 - EXクリームが「JMA・TSRI ハラール認証」を取得[3]。
  - 6月 - ロイヤル化粧品初のサプリメント｢インナーEX｣を発売。

## 関連会社
- 株式会社ロイヤルコスメティックス（化粧品製造）
- 株式会社ロイヤルグリーン（健康食品）
- 株式会社ローズ化粧品（ロイヤル化粧品のメイクアップ部門）